# Dorfkirche Ossig

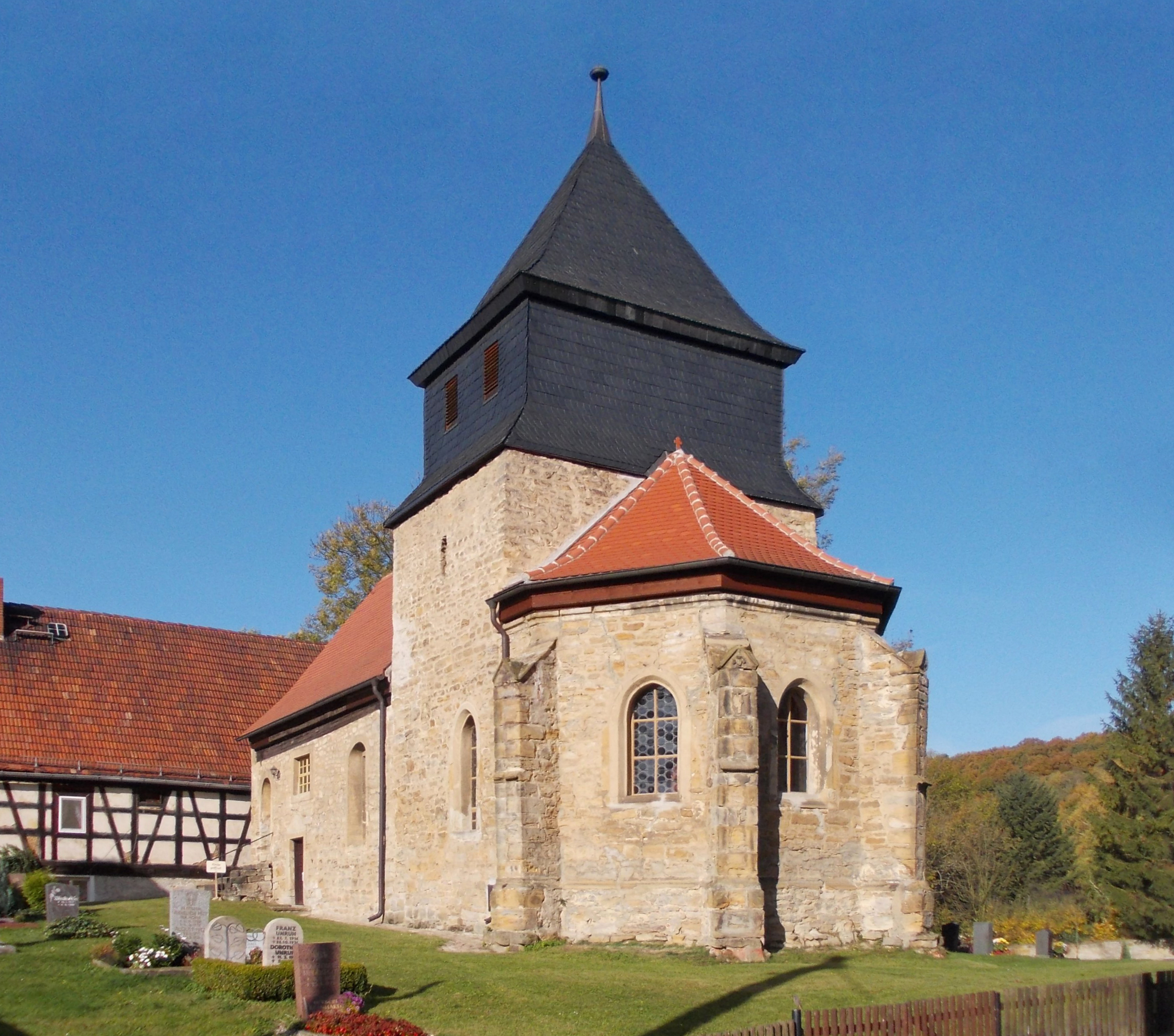
Dorfkirche Ossig

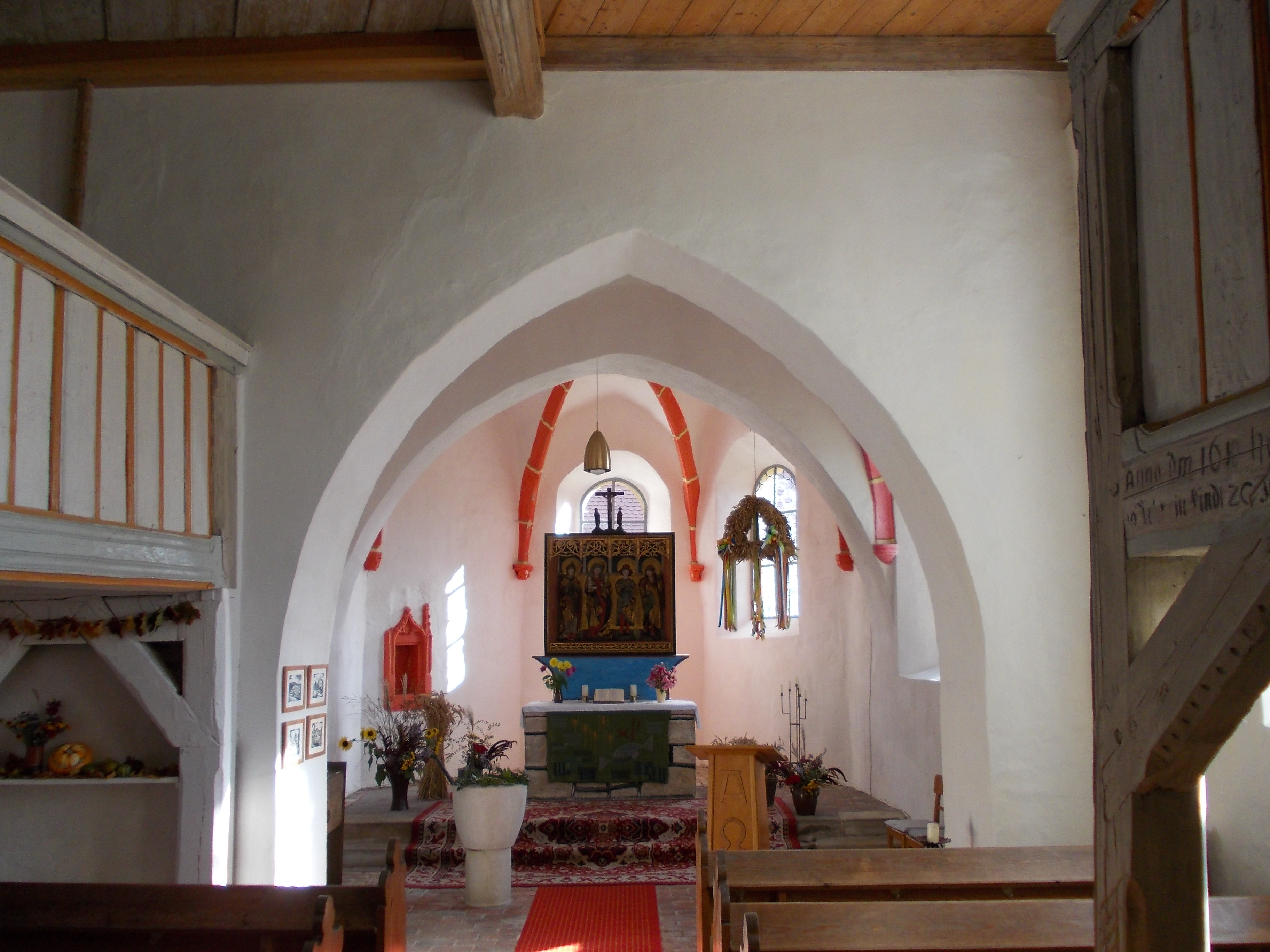
Innenansicht

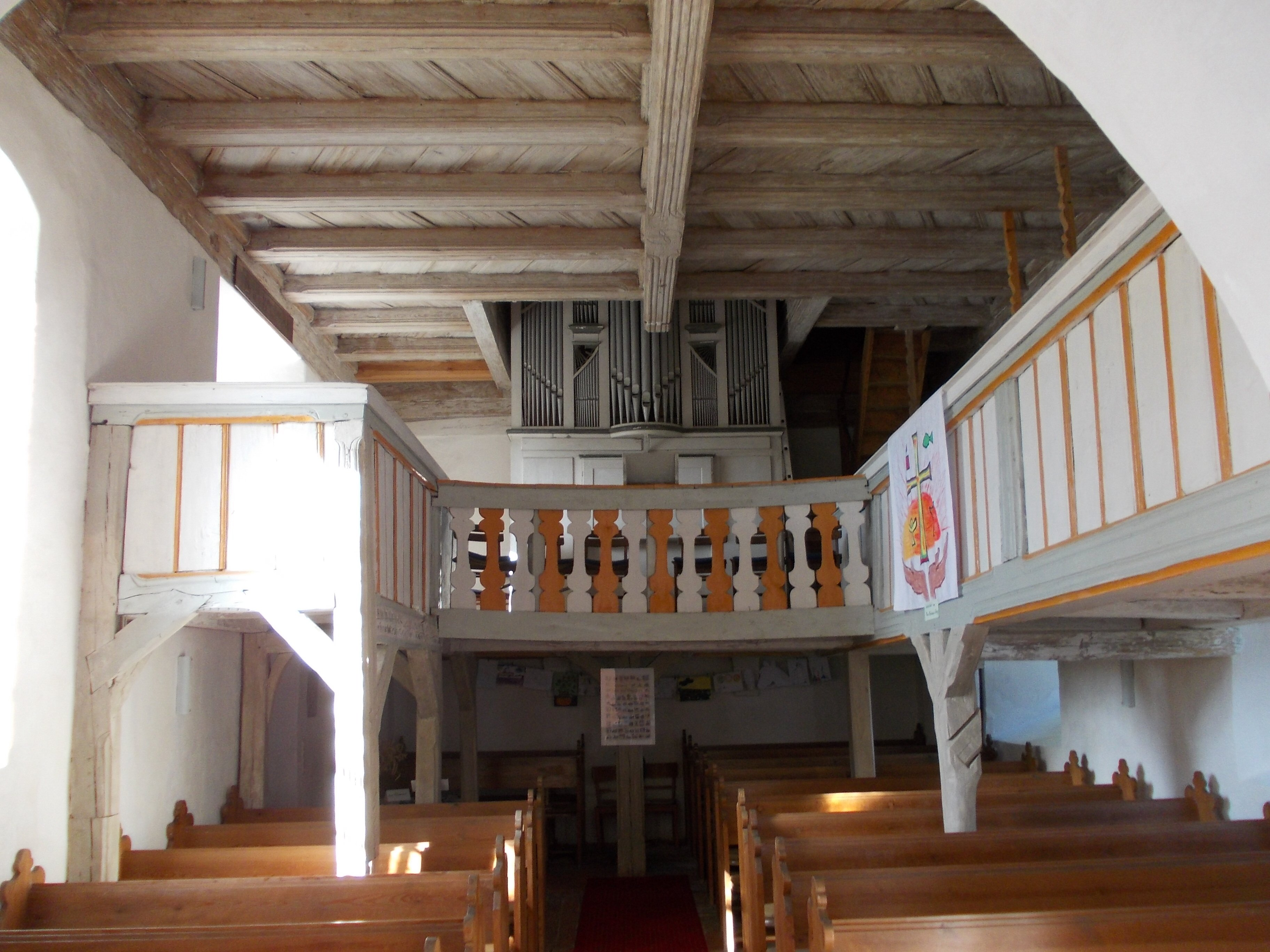
Orgel

Die evangelische Dorfkirche Ossig ist eine romanische Saalkirche im Ortsteil Ossig von Gutenborn im Burgenlandkreis in Sachsen-Anhalt. Sie gehört zur Kirchengemeinde Ossig im Kirchenkreis Naumburg-Zeitz der Evangelischen Kirche in Mitteldeutschland (EKMD) und ist eine offene Kirche.

## Geschichte und Architektur
Die Kirche Ossig wurde als romanische Chorturmkirche in reizvoller Lage auf einer leichten Anhöhe erbaut. Am Schiff ist ein schlicht profiliertes Portal mit leicht profiliertem Tympanon angeordnet; der Turm von Schiffsbreite ist im Oberteil verschiefert. Die Polygonalapsis wurde ohne Rücksprung im Jahr 1489 angebaut; dies geht aus einer Inschrift am südöstlichen Strebepfeiler hervor, an dem sich außerdem ein stark verwittertes Relief eines Kruzifixus und darüber ein Antlitz Christi befinden. Der Chorturm und die Apsis sind mit Rippengewölben geschlossen, die teils von kleinen Konsolen gestützt werden. Das Schiff ist mit einer Flachdecke auf geschnitzten Balken geschlossen, die mit der Jahreszahl 1681 bezeichnet sind. Die Hufeisenempore ist mit der Jahreszahl 1610 bezeichnet und wurde teilweise verändert.

## Ausstattung
Das Hauptstück der Ausstattung ist ein Altarschrein aus der Zeit um 1500 mit einem heiligen Bischof, einer Anna selbdritt und zwei männlichen Heiligen. Aus der Zeit der Spätgotik stammt auch eine kleine geschnitzte Kreuzigungsgruppe, die möglicherweise vom Altarauszug stammt. Ein lebensgroßer Kruzifixus wurde gegen Ende des 15. Jahrhunderts aus Holz geschnitzt. Eine Sakramentsnische in der Apsis stammt aus der Bauzeit.